# Pasir Matogu
Pasir Matogu is een bestuurslaag in het regentschap Tapanuli Selatan van de provincie Noord-Sumatra, Indonesië. Pasir Matogu telt 404 inwoners (volkstelling 2010).